# Generali Open Kitzbühel 2019
Generali Open Kitzbühel 2019 — тенісний турнір, що проходив на кортах з твердим покриттям у місті Кіцбюель, Австрія з 29 липня. Належав до категорії ATP Tour 250, був турніром серії Austrian Open Kitzbühel 2019 року.

## Фінальна частина

### Одиночний розряд
Домінік Тім —  Альберт Рамос Віньолас 7–6(7–0), 6–1

### Парний розряд
Філіпп Освальд /  Філіп Полашек —  Сандер Жіє /  Йоран Вліґен 6–4, 6–4